# Celerena connexa
Celerena connexa är en fjärilsart som beskrevs av Walker 1865. Celerena connexa ingår i släktet Celerena och familjen mätare. Inga underarter finns listade i Catalogue of Life.